# Maurizio Damilano
Maurizio Damilano (* 6. April 1957 in Scarnafigi) ist ein ehemaliger italienischer Geher und Olympiasieger.
Seinen internationalen Durchbruch schaffte er im Alter von 23 Jahren bei den Olympischen Spielen 1980 in Moskau, wo er auf Anhieb die Goldmedaille im 20-km-Gehen gewann, vor Pjotr Potschintschuk aus der Sowjetunion und Roland Wieser aus der DDR. Bei den folgenden Olympischen Spielen 1984 in Los Angeles wurde er Dritter hinter den beiden Mexikanern Ernesto Canto und Raúl González.
1986 gewann er die Silbermedaille bei den Europameisterschaften in Stuttgart hinter Jozef Pribilinec aus der ČSSR. Bei den Weltmeisterschaften 1987 in Rom gewann er Gold mit einer Zeit von 1:20:45 h. 1988 konnte er bei den Olympischen Spielen in Seoul erneut die Bronzemedaille über 20 km hinter Pribilinec und Ronald Weigel aus der DDR erringen.
1991 gewann er bei den Weltmeisterschaften in Tokio seinen zweiten WM-Titel in 1:19:37 h. Bei den Olympischen Spielen 1992 in Barcelon belegte Damilano den vierten Platz.